# Dietär termogenes
Dietär termogenes (DIT), alternativt matens termogena effekt (engelska: Thermic effect of food, TEF), är ett mått på hur basalmetabolismen påverkas av olika födoämnen, det vill säga hur mycket energi som går åt för att utvinna energi ur födan man äter. Det kan alltså anses som ett mått på livsmedlets effektivitetsgrad. Lagrad kemisk energi som inte går åt till att bilda ATP kommer i slutändan att leda till termogenes, det vill säga att värme avges.
Kroppen är olika effektiv på att bryta ner olika ämnen, kolhydrater och fett har exempelvis lägre DIT-värde än protein. Fyra orsaker anges ofta om bakgrund till proteinets höga DIT-värde:
- Kroppen har inte några lagringsmöjligheter för protein vilket gör att protein i födan måste metaboliseras direkt.
- Reaktionerna i metabolismen av protein kräver mycket energi.
- Kroppen måste göra sig av med de höga nivåerna av kväve som finns i protein. Detta sker genom att producera urea, vilket är en energikrävande process.
- Glukoneogenes ifrån protein är en energikrävande process med låg effektivitetsgrad.